# 短吻銼頰鯰
短吻銼頰鯰，為輻鰭魚綱鯰形目甲鯰科的其中一種，為熱帶淡水魚，分布於南美洲巴西東南部Paraiba do Sul河流域，體長可達4.2公分，棲息在沙石底質底層水域，生活習性不明。

## 扩展阅读
維基物種上的相關：短吻銼頰鯰